# Salima Hammouche
Pour les articles homonymes, voir Hammouche.
Salima Hamouche, née le 17 janvier 1984 à Béjaïa, est une joueuse algérienne de volley-ball. Elle mesure 1,58 m et joue au poste de libéro,

## Club
club actuel :  GSP (ex MC Alger)
 club précédent:  ASW Béjaïa

### Équipe nationale
- Jeux Olympiques
  - 11e Londres 2012 ( Royaume-Uni)

- Championnat du monde
  - 21e en 2010 ( Japon)

- Coupe du monde
  - 11e en 2011 ( Japon)

- Championnat d'Afrique
  -  Vainqueur en 2009 ( Algérie)

- Jeux africains
  -  Vainqueur en 2011 ( Mozambique)